# Здуньска-Воля-Каршнице
Здуньска-Воля-Каршнице (пол. Zduńska Wola Karsznice; старое название: Каршнице пол. Karsznice, Каршниц нем. Karchnitz) — одна из трёх железнодорожных станций в Здуньской-Воле.
Станция была построена до 1938 года. Эта пассажирская и грузовая станция, находится на Угольной магистрали. На станции находится также начало линии к главной станции в Здуньской-Воле и третья линия — до Боршевиц.
Станция имеет 3 остановочные платформы. В её локомотивном депо производится техническое обслуживание самых больших в Польше локомотивов: Ty23, Ty45, Ty246, ET42.

## Интересные факты
На станции снимался один из эпизодов 9-й серии «Расписание поездов» телесериала «Доложи, 07» („07 zgłoś się“).

## Галерея

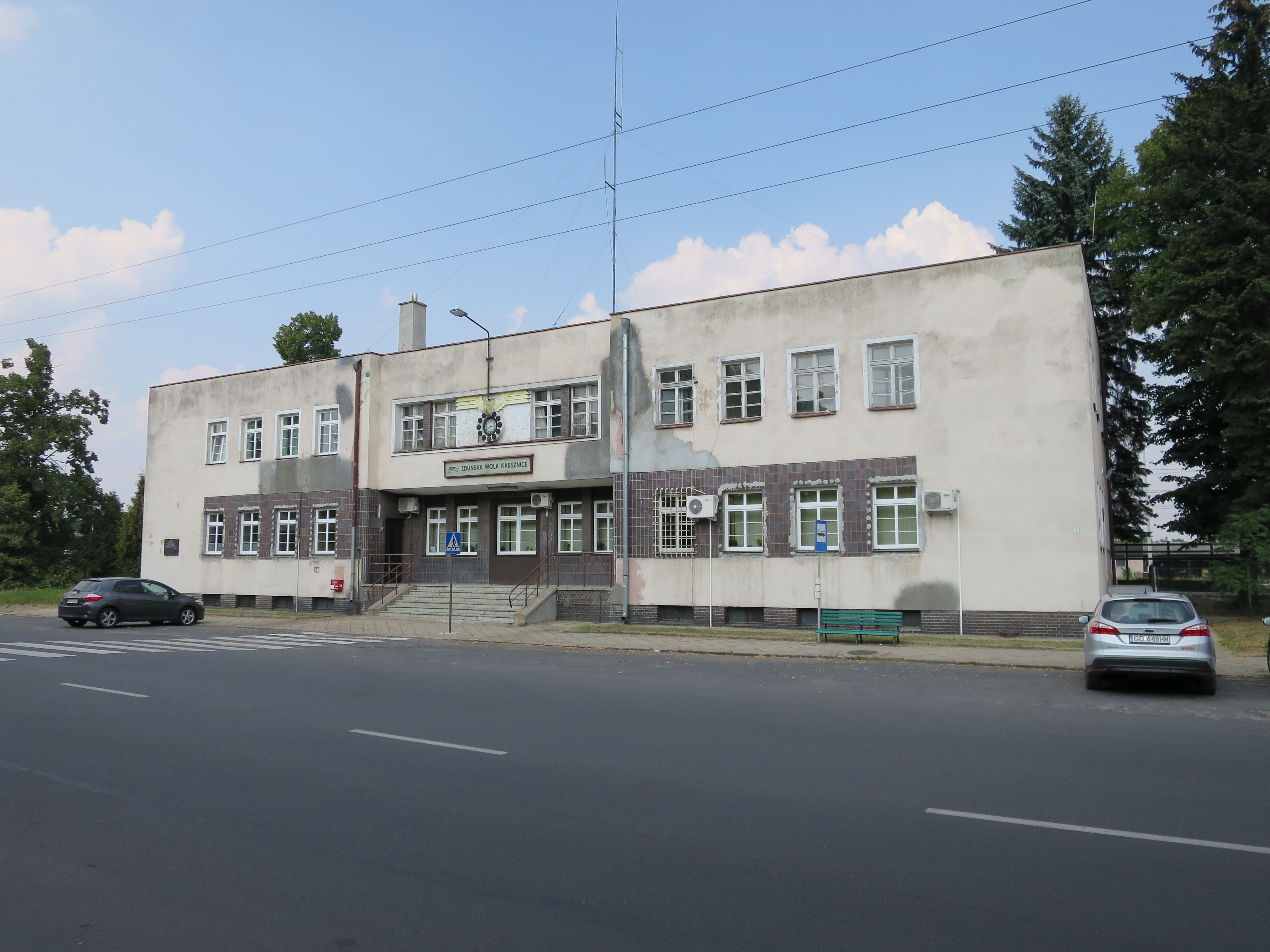
Вокзал со стороны улицы
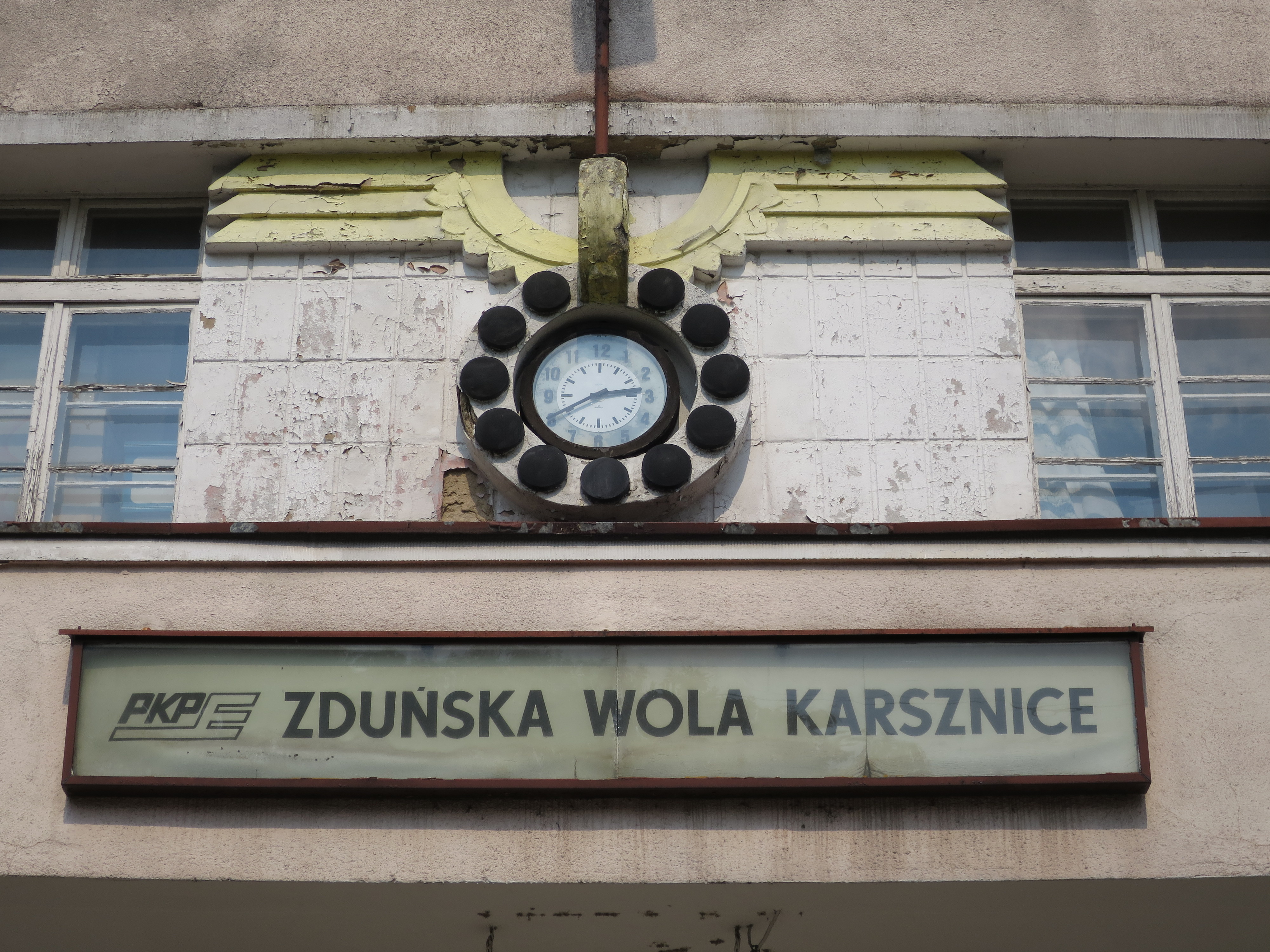
Название станции и вокзальные часы (со стороны улицы)
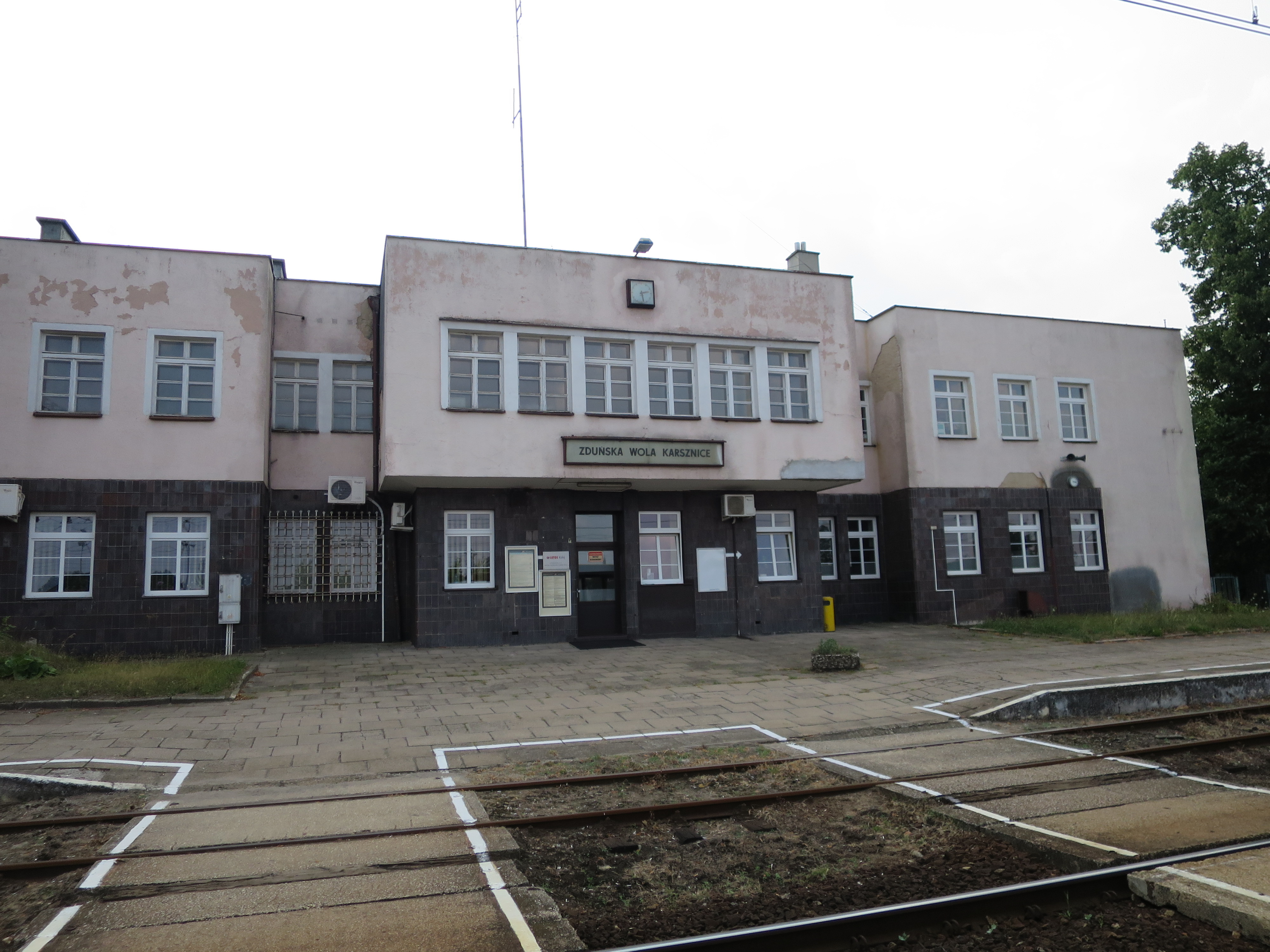
Вокзал со стороны железнодорожных путей
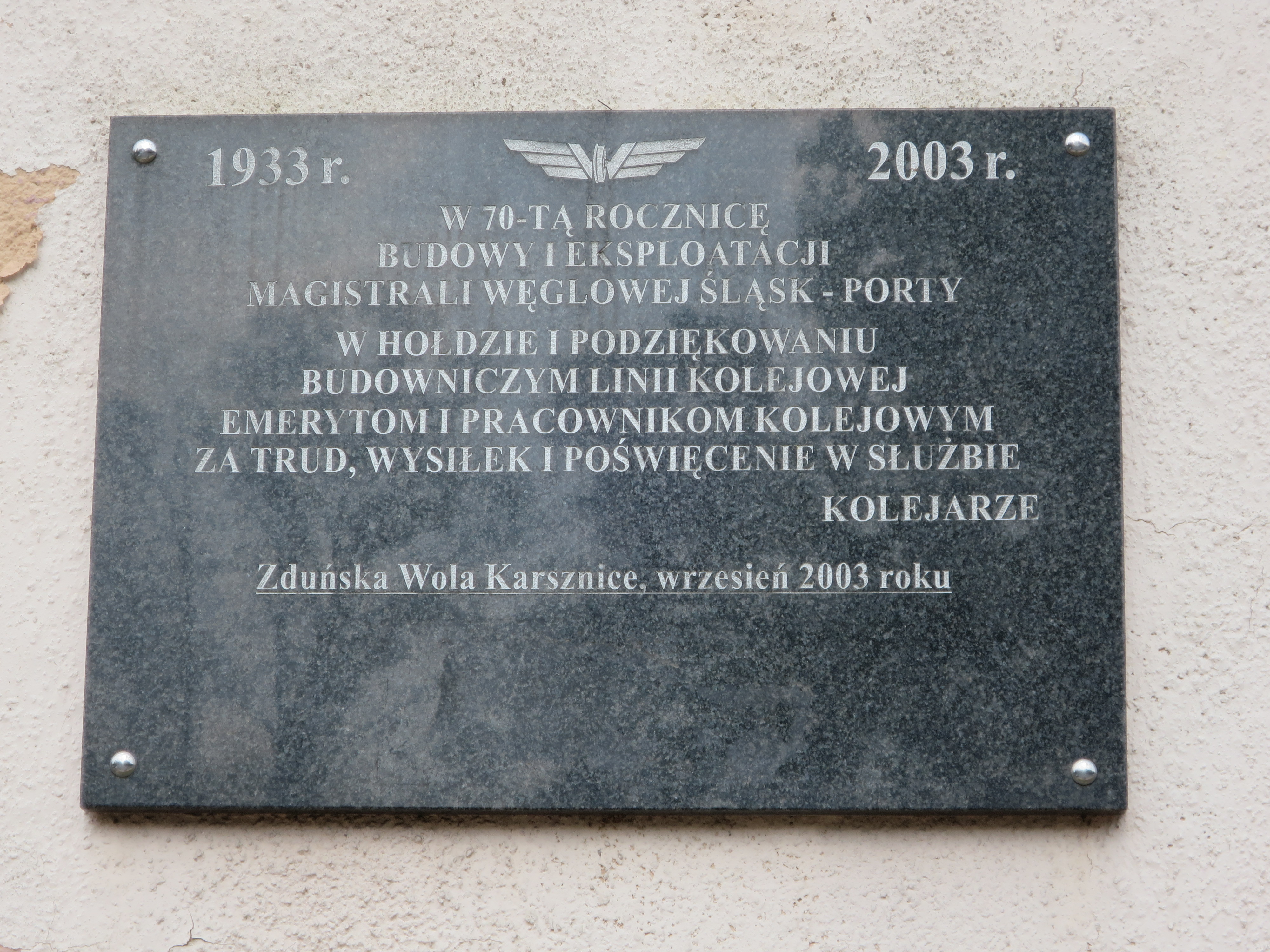
Мемориальная доска «70 лет Угольной магистрали»